# Taaliku
Koordinaten: 58° 36′ N, 22° 57′ O
Taaliku (deutsch Thalik) ist ein Dorf (estnisch küla) auf der größten estnischen Insel Saaremaa. Es gehört zur Landgemeinde Saaremaa (bis 2017: Landgemeinde Orissaare) im Kreis Saare.

## Einwohnerschaft und Lage
Das Dorf hat zwanzig Einwohner (Stand 31. Dezember 2011). Es liegt nahe der Ostsee-Küste.

## Hafen
Nordöstlich des Dorfkerns wurde 1880 ein kleiner Hafen errichtet (Taaliku sadam). Er wurde während des Zweiten Weltkriegs zerstört, später aber wieder aufgebaut. Die heutige Mole stammt von 2014. Der Hafen wird heute hauptsächlich von örtlichen Fischern genutzt. Neben dem Hafen befindet sich ein Badestrand. Er liegt auf dem Gebiet des Dorfes Pulli.